# تازة كند (سفالغران)
تازة کند (بالفارسية: تازه‌کند) هي مستوطنة تقع في إيران في قسم سفالغران الريفي. يقدر عدد سكانها بـ 2,128 نسمة .